# Il Signore degli Anelli Online: Ombre di Angmar
Il Signore degli Anelli Online: Ombre di Angmar (titolo originale The Lord of the Rings Online: Shadows of Angmar, abbreviato comunemente in LOTRO oppure LotRO) è un massively multiplayer online role-playing game (MMORPG) per Microsoft Windows, ambientato in un universo immaginario basato sui romanzi di J. R. R. Tolkien; esso trova posto nel periodo in cui è ambientato Il Signore degli Anelli, il romanzo più famoso dell'autore.
Il gioco è stato sviluppato dalla Turbine ed è un gioco a registrazione internet obbligatoria, che quindi richiede una connessione internet per funzionare. Il gioco è stato lanciato negli Stati Uniti ed in Europa il 24 aprile 2007.
In Europa, veniva distribuito e mantenuto da Codemasters.
Il 18 novembre 2008 è stata pubblicata la prima espansione a pagamento, Mines of Moria.
Il 3 dicembre 2009 è stata pubblicata la seconda espansione a pagamento, Siege of Mirkwood.
Il 10 settembre 2010 il gioco diventa gratuito, ma con alcune limitazioni. I livelli più alti, alcune armi particolari e alcune mappe rimarranno accessibili solo tramite l'attivazione dell'opzione VIP, la quale ha un canone mensile.
Il 27 settembre 2011 è stata pubblicata la terza espansione, Rise of Isengard.
Il 15 ottobre 2012 è stata pubblicata la quarta espansione, Riders of Rohan.
Il 20 novembre 2013 è stata pubblicata la quinta espansione, Helm's Deep.
Il 2 agosto 2017 è stata pubblicata la sesta espansione del gioco: Mordor.

## Distribuzione commerciale
L'azienda Codemasters online gaming è stata fino al 31 maggio 2011 responsabile per la vendita e assistenza in Europa. Dopo l'acquisto del gioco, era possibile giocarci esclusivamente con l'utilizzo di Internet e con il pagamento di un canone. Dopo il passaggio a una versione gratuita è possibile acquistare in gioco dei punti (TP o Turbine Points) che consentono di acquistare abbonamenti opzionali.
Nel giugno 2010 è stato annunciato che il gioco sarà cambiato nell'autunno del 2010 in una versione gratuita nel quale i contenuti PREMIUM rimangono con il pagamento di un canone mensile. Dopo qualche ritardo, il gioco è diventato gratuito verso fine novembre 2010.
Nell'aprile 2011 è stato annunciato che il servizio europeo di The Lord of the Rings Online viene affidato alla Turbine. che è subentrato nel giugno 2011, in modo tale da creare un cosiddetto "Global Service".
Dal 2013, in seguito alla pubblicazione dell'espansione The Lord of the Rings Online: Helm's Deep, il gioco continua a venire supportato con aggiornamenti minori che aggiungono nuove quest e mappe; ricordiamo ad esempio Update 17: The siege of Minas Tirith che aggiunge la Città Bianca e due nuove Epic Battles oppure Update 20: Battle of the Black Gate che aggiunge la battaglia del Morannon e le aree circostanti i Cancelli Neri di Mordor.
Il 19 dicembre 2016 è stato annunciato che lo sviluppo del gioco non sarà più gestito da Turbine ma da una nuova casa produttrice chiamata Standing Stone Games comprendente anche membri del team che hanno lavorato sul gioco fin dalla sua pubblicazione.
Il 12 luglio 2017 dopo quattro anni di aggiornamenti minori è stata annunciata la sesta espansione che verrà pubblicata il 31 luglio 2017, The Lord of the Rings Online: Mordor, pubblicata invece a causa di un problema tecnico il 2 agosto 2017.

## Razze
Ci sono sei razze giocabili in The Lord of the Rings Online: Umani, Elfi, Nani, Hobbit, Beorniani e Alti Elfi. I giocatori possono scegliere un genere maschile o femminile per ogni razza a parte i Nani, per il quale solo i personaggi maschili sono disponibili.

## Classi
All'inizio del gioco, il giocatore può scegliere tra le seguenti classi:
- Burglar – I Burglar sono i maestri del combattimento silenzioso, dello scivolare fra le ombre senza farsi notare. Il loro ruolo principale è quello di debuffare gli avversari, aiutando anche nel DPS a corto raggio.
- Hunter – Il tipico arciere che usa principalmente armi da tiro (archi e balestre). Insieme al Champion, è la classe con il più alto tasso di DPS del gioco, basando il proprio stile su attacchi a lungo raggio. Le armature che indossa sono di tipo medio, che garantiscono una discreta difesa.
- Champion – Può utilizzare la maggior parte delle armi presenti nel gioco e soprattutto ha l'abilità di indossare armature pesanti, che gli consentono di avere una difesa ben più elevata dell'hunter. La maggior parte degli attacchi del champion sono a corto raggio.
- Guardian – È il blindato migliore di tutto il gioco, grazie all'armatura pesante e allo scudo. È una classe indispensabile in una qualsiasi missione di gruppo o raid.
- Lore-master – Classica classe "pet" con attacchi magici, che può evocare e comandare un mostro per combattere altri nemici. È utile come supporto e crowd control. Può indossare solo armature leggere.
- Minstrel – È la classe addetta all'Healing, che ha la funzione di curare con le sue skill gli altri personaggi. Nonostante ciò, possiede delle ottime capacità di DPS soloing (ovvero nel gioco solitario). Può indossare solo armature leggere.
- Captain – Classe addetta al supporto del gruppo. Grazie alle sue skill può infatti aiutare gli altri giocatori con dei buff. Può inoltre evocare un "pet" umano, che lo aiuta principalmente nel gioco solitario. Nelle missioni di gruppo può anche fungere da DPS secondario. Gode inoltre di una buona difesa, potendo indossare armature pesanti.

Nella prima espansione Mines of Moria sono stati introdotti due nuove classi:
- Warden – È l'altro blindato del gioco, non può indossare armature pesanti come il guardian, né scudi pesanti, ma può portare uno scudo che è a metà strada tra il leggero e il pesante. Ha delle skill per richiamare l'attenzione dei nemici che gli permettono di svolgere il suo ruolo in modo migliore. Può usufruire inoltre del sistema a "Gambit", ovvero di potenti skill che si attivano solo dopo determinate combinazioni di mosse.
- Rune-keeper – Classe magica che può svolgere sia il ruolo di DPS che quello di Healer. Può indossare solo armature leggere.

Nell'Update 16: Ashes of Osgiliath uscito il 4 maggio 2015 è stata aggiunta la classe del Beorniano che, come si può vedere nella tabella sotto, può essere giocata solo dalla razza omonima.
- Beorniani – Discendenti di Beorn e di Grimbeorn il Vecchio, hanno la capacità di trasformarsi da uomo a orso. Si tratta di una classe principalmente da supporto dotata di cure ad area molto utili soprattutto nel PvP e nelle Epic Battles. Nonostante ciò può anche fare discreto danno e quindi se la cava anche nel soloing.

Con la sesta espansione è uscita la razza Alto Elfo che può giocare tutte le classi eccetto il Burglar.
| Razza     | Burglar | Hunter | Champion | Guardian | Lore-master | Minstrel | Captain | Warden | Rune-keeper | Beorning |
| --------- | ------- | ------ | -------- | -------- | ----------- | -------- | ------- | ------ | ----------- | -------- |
| Uomini    | X       | X      | X        | X        | X           | X        | X       | X      |             |          |
| Nani      |         | X      | X        | X        |             | X        |         |        | X           |          |
| Hobbit    | X       | X      |          | X        |             | X        |         | X      |             |          |
| Elfi      |         | X      | X        | X        | X           | X        |         | X      | X           |          |
| Beorniani |         |        |          |          |             |          |         |        |             | X        |
| Alto Elfo |         | X      | X        | X        | X           | X        | X       | X      | X           |          |

## Espansioni

### The Lord of the Rings Online: Mines of Moria
Nel 2008 è stata pubblicata la prima espansione di The Lord of the Rings Online, sottotitolata Mines of Moria.
I cambiamenti inseriti sono:
- Livello massimo incrementato da 50 a 60
- Aggiunto due nuovi luoghi, Moria e Lothlórien
- Introdotti oggetti legendarie
- Molte nuove quest
- Nuove instance
- Due nuove classi giocabili, Rune-keeper e Warden

### The Lord of the Rings Online: Siege of Mirkwood
Siege of Mirkwood è la seconda espansione di The Lord of the Rings Online, pubblicata il 3 dicembre 2009.
I cambiamenti effettuati sono stati:
- L'innalzamento del livello massimo raggiungibile dai personaggi a 65;
- L'aggiunta di due nuovi luoghi, Southern Mirkwood e Enedwaith
- Nuove instance per 3, 6 e 12 giocatori
- Nuove Skirmish

### The Lord of the Rings Online: Rise of Isengard
Rise of Isengard è la terza espansione di The Lord of the Rings Online, pubblicata il 26 settembre 2011.
I cambiamenti effettuati sono stati:
- L'innalzamento del livello massimo raggiungibile dai personaggi a 75;
- L'aggiunta di tre nuovi luoghi, Dunland, Gap of Rohan e Isengard con oltre 400 nuove quest
- oggetti legendarie per livello 75
- nuovo crafting tier, un nuovo raid, e nuovi traits

### The Lord of the Rings Online: Riders of Rohan
Riders of Rohan è la quarta espansione di The Lord of the Rings Online, pubblicata il 15 ottobre 2012.
I cambiamenti effettuati sono stati:
- L'innalzamento del livello massimo raggiungibile dai personaggi a 85;
- L'aggiunta di sei nuovi luoghi, The Wold, The East Wall, The Norcrofts, The Sutcrofts, The Entwash Vale, e The Eaves of Fangorn con nuove quest;
- Armi e oggetti legendarie per livello 85;
- Un nuovo mount (War-steed);
- Mounted combat: In pratica la possibilità di combattere cavalcando un cavallo (War-steed)

### The Lord of the Rings Online: Helm's Deep
Helm's Deep è la quinta espansione del gioco, pubblicata il 20 novembre 2013.
I cambiamenti effettuati sono stati:
- L'innalzamento del livello massimo raggiungibile dai personaggi a 95;
- L'aggiunta di cinque nuovi luoghi, Broadacres, Eastfold, Kingstead, Stonedeans e Westfold che compongono la parte ovest di Rohan chiamata anche Ovestemnet comprendente anche la capitale Edoras e la fortezza del Trombatorrione (Fosso di Helm).
- Armi e oggetti leggendari per livello 95;
- Introduzione delle Epic Battles con quattro istanze ambientate nella battaglia del Fosso di Helm: Helm's Dike, Deeping Wall, Deeping Coomb, Glittering Caves, The Hornburg.

### The Lord of the Rings Online: Mordor
Mordor è la sesta espansione del gioco, pubblicata il 2 agosto 2017.
I cambiamenti effettuati sono stati:
- L'innalzamento del livello massimo raggiungibile dai personaggi a 115;
- L'aggiunta di cinque nuovi luoghi, Udûn, Dor Amarth, Lhingris, Agarnaith e Talath Úrui che insieme compongono la parte nord-ovest di Mordor che circonda l'Orodruin (Monte Fato) chiamata Plateau of Gorgoroth. All'interno di questa regione troviamo anche Barad-Dûr e  Cirith Ungol.
- Aggiunta di nuove Legacies e Relics agli Imbued Legendary Items livello 100.
- Introduzione del nuovo sistema di alleanze che permetterà di giurare fedeltà a quattro razze della Terra di Mezzo (Uomini, elfi, nani e hobbit) e di guadagnare nuove armi e armature progredendo in queste quattro fazioni.
- Un cluster di instance comprendente anche un raid ambientato nell'Abisso di Mordath.
- L'aggiunta di una nuova razza premium: l'Alto Elfo.